# Anchista
Anchista is een geslacht van kevers uit de familie van de loopkevers (Carabidae). De wetenschappelijke naam van het geslacht is voor het eerst geldig gepubliceerd in 1856 door Nietner.

## Soorten
Het geslacht Anchista omvat de volgende soorten:
- Anchista binotata (Dejean, 1825)
- Anchista brunnea (Wiedemann, 1823)
- Anchista discoidalis (Bates, 1892)
- Anchista eurydera Chaudoir, 1877
- Anchista fenestrata (Schmidt-Gobel, 1846)
- Anchista formosana Jedlicka, 1946
- Anchista glabra Chaudoir, 1877
- Anchista nepalensis Kirschenhofer, 1994
- Anchista nubila Andrewes, 1931
- Anchista subpubescens Chaudoir, 1877